# 萌獸寵物店
《萌獸寵物店》，是由曉夏目擔任原作，、夢唄擔任作畫的日本漫画作品。於《月刊少年Ace》（KADOKAWA）2017年1月號﹙2016年11月﹚到2024年10月號﹙2024年8月﹚期間進行連載。

## 故事簡介
喜歡動物、藝名為「蒙面野獸狂」的男性蒙面摔角手柴田源藏，在比賽開始前（動畫中改為比賽途中）突然被召喚到異世界。異世界的姬巫女委託源藏，想請他幫忙清除魔獸，但聽聞要他清除同為動物的魔獸的源藏因此發怒，對公主使出一記德式背摔，隨後逃出城外。
逃到市集的源藏偶遇狼獸人少女希格蕾，並幫她擺脫了討債人的糾纏。在異世界既沒有錢也沒有工作的源藏，在希格蕾的建議下成為了魔獸獵人，兩人在此後半年間合作同行，工作所得不僅還清了希格蕾的借款，也讓源藏得以經營一家名叫「獸道」（直譯為「獸徑」）的店子，圓了摔角手時代開一家寵物店的夢想。然而，這個異世界並沒有飼養寵物的文化，外加源藏也總是對店內販售的寵物依依不捨，導致店鋪“財政”總是“赤字”。開店后不久的源藏又遇上了大胃王半龍人花子和她的吸血鬼侍從卡蜜拉，並將兩人雇為員工。

## 登場人物

### 獸道
柴田源藏（聲優：小西克幸）
本作男主角，體重198磅，不論性別、種族地喜愛一切動物。在原來的世界中是喜愛動物的蒙面摔角手「蒙面野獸狂」，但在一場比賽開始前（動畫則改為比賽途中）突然被召喚到異世界。戰鬥能力極強，但也因其癖性，在狩獵魔獸時不會獵殺魔獸、而是遇見新種類的魔獸就會抱上去，也因妨礙狩獵遭到獵人公會杯葛。也因能夠輕鬆地制服魔獸，被起了個「魔獸殺手」的外號，但其本人對此外號十分厭惡。
由於屢次拒絕阿爾特娜討伐魔獸的請求而受到阿爾特娜和神官們的詛咒
種族是摔角手，職業是寵物店店長。成為摔角手前原本是一名上班族。
汪之（聲優：末柄里惠）
和源藏一起被召喚到異世界的小型混種狗。其嬌小可愛的身姿在異世界中非常稀少，全異世界中僅此一隻。它的雜誌取材和攝影作品成為了「獸道」的收入支柱。
希格蕾/時雨（聲優：關根明良）
狼獸人少女。獨自一人離開狼獸人部落，圓自己的發財夢，擁有會計資格證書，處理事務能力強，「獸道」的實際經營者。與幫她償還欠款的源藏立下了在她還清欠款之前稱呼源藏為「主人」的約定。曾經過了很長一段窮苦日子，因此非常貪婪金錢和食物。與吉克同為「獸道」中唯二能正常賺錢的人。对不歧视兽人的源藏表示感谢。
花子（聲優：八木侑紀）
本名法芙妮爾·吉德梅拉格·琳達布雷雅，是一只化為人形的龍、魔王麾下的四大公爵之一的龍族的王法芙妮爾家族的長女兼下任族長，但卻隱瞞種族自稱為半龍人。是個什麼都吃的大胃王(连宠物食品都能吃的津津有味)，尤其鍾愛肉類。因為受夠了家裡每天都只吃半獸人肉、哥布林肉而離家出走，來到城鎮追尋美食。以飽腹為薪資條件受僱於源藏，並被命名為「花子」。與嬌小的外表相反的是，其實十分重，本人對此十分在意。其家族為四大公爵家中首屈一指的武鬥派，作為其一員，實力十分強悍，曾在武術大賽中奪冠。十分重視卡蜜拉，明知對方是個廢柴，卻依舊讓對方侍奉自己。出乎意料是，對吃以外的事物十分精明。
卡蜜拉（聲優：櫻庭有紗）
本名范斯坦·卡蜜拉，花子的吸血鬼從者，仰慕並跟隨著花子。十分愛喝酒。真面目為吸血鬼，但自稱只是怕聖水怕大蒜又有太陽過敏症的人類，常被其他人稱作是個笨蛋，智力只有地龍的200份之1。有著姣好身材但因為身為完全人型的魔物而不被源藏看在眼裡。因不滿源藏雇用大小姐花子而處處針對，但常被使出摔角招式而昏迷。重度大小姐控。出乎意料對詛咒十分熟悉，對詛咒源藏的阿爾特娜施加「在異性面前露出內褲」的詛咒。
吉克（聲優：津田健次郎）
蟻獸人。總是一言不發，默默地做好店內雜務的員工。經常登場，但因為作品中沒有講述過關於它的事，詳細資訊不明。與希格蕾同為「獸道」中唯二能正常賺錢的人。多才多藝，其人物肖像畫甚至達到專業級別的程度。
真名是齊格飛，是上次大戰時期的英雄。在大戰結束後，曾經做過多份工作﹙包括政治家秘書、美術科老師、漁夫、鑄劍師﹚。甚至能夠使用只有勇者才會的光魔法。後來在休假時前往討伐邪神，並回收邪神的寶珠作為戰利品，回程時與黑江大戰一場。
吹雪
真名為 費莉西亞，卡米拉在街上撿到的狼人少女，實際上是魔王麾下的四大公爵之一的狼族芬里爾家族的女兒，正在進行獨狼試煉（翹家），新店員。

### 魔獸獵人組織（公會）
公會會長（聲優：蓮岳大）
魔獸獵人組織（公會）會長。常為源藏在組織內引發的問題感到頭痛。
賽麗絲（聲優：古賀葵）
蜥蝪人的混血兒，因為其血統緣故而備受其他公會成員的岐視。後成為源藏的弟子。
陽炎（聲優：福島潤）
公會最強隊伍陽炎的隊長，初次登場於第17回。經常因為要求源藏討伐魔獸被對方教訓，同時被希格蕾偷走武器變賣。

### 埃德加一黨
埃德加（聲優：武虎）
放債人。正要擄走還不起錢的希格蕾時被源藏阻止了。
沃夫崗·馮·克拉夫特曼（聲優：松田健一郎）
男性狼獸人，埃德加的部下。被源藏上下其手後變得十分懼怕對方。
米莎（聲優：集貝花）
女性貓獸人，埃德加的部下。沃夫崗的跟班小妹。

### 魔族
拉絲特·比爾格莉姆·亞比絲
第18代魔王，暱稱為拉比絲。外表是一個頭上長有雙角的小女孩。由於力量被封印而無法使用魔力，為了要逃避勇者（柴田源藏）而故意成為人類貴族的奴隸。
菲利尼歐·梅利迪亞納·路彌亞
魅魔族，與法芙妮爾家是商場的競爭對手。
法夫尼爾
花子的父親，魔王麾下的四大公爵之一的龍族的王法夫尼爾家族的現任族長。是一個溺愛女兒的笨蛋父親。
安娜絲塔西亞
花子的母親，實力在丈夫之上。
亞曼達
全名為海德拉．蘿莉艾塔．亞曼迪奴。下半身為章魚的女性，居住在後巷，與源藏同為野獸愛好者。真正身份是魔王麾下的四大公爵之一斯庫拉族的海德拉家族的現任族長，其家族為四大公爵家中首屈一指的頭腦派，因此戰鬥力十分低。與花子互相認識。
拉斯
黑龍，法芙妮爾一族的成員。由於被花子咬斷左角而離家出走。
黑江
法芙妮爾家的騎士團長，在競技場的決鬥中敗給源藏後辭去騎士團長一職。

### 其他
埃德加多·拉緹絲·阿爾特娜（聲優：末柄里惠）
埃德加多王國的公主兼巫女，把源藏與弘之一同召喚到異世界。要求源藏消滅魔王與魔獸，卻被對方以德式背摔制裁，並露出了屁股。自此被城內的人背後嘲笑為「屁股姬」。
在苦苦尋找之後終於再次找到源藏，結果再次吃了德式背摔和翻滾搖籃式壓制，在大庭廣眾之下露出了屁股，以不得體的姿勢被搬回了王宮。
由於源藏屢次拒絕自己消滅魔獸的請求而對源藏施加詛咒，其後被卡米拉以「在異性面前露出內褲」的詛咒反擊。
狗頭人妻子（聲優：皆川純子）
居住在萌獸寵物店旁的女性狗頭人，有超過20名子女。
克勞斯（聲優：深町壽成）
克拉斯達銀行的負責人，曾借貸予源藏等人開寵物店。在動畫中提議源藏舉行武鬥大賽。
半獸人王（聲優：小野大輔）
半獸人一族的頭領，曾為禍源藏居住的村落，被源藏以德式背摔擊敗後，成為其部下。

### 動畫原創
MAO（澳洲食人魔）（聲優：稻田徹）
體重178磅，被譽為蒙面野獸狂的宿敵的職業摔角手，卻多次敗給蒙面野獸狂。原本是柔道選手，後轉型為摔角手。對蒙面野獸狂極度執着，已到達了瘋狂的階段。十分怕狗。
自蒙面野獸狂在比賽途中失蹤後，情緒變得十分低落。動畫第12話正式在摔角賽和蒙面野獸狂對決，最終敗給對方。事後決定回去繼續鍛鍊，約定日後再戰蒙面野獸狂。
角色原型為DDT職業摔角選手井上麻生
伊歐雅娜（聲優：雨宮天）
本名德古拉斯．羅斯特．伊歐雅娜．伊歐尼斯科．阿德里安．烏爾茲卡。魔王麾下的四大公爵之一的吸血鬼族長德古拉斯家族的長女兼下任族長，吸血鬼族位階為最上級的「真祖」。過去多次敗給花子，因而立誓要打倒對方。為了打倒被阿爾特娜召喚到異世界的源藏，而把MAO召喚到異世界。
在漫畫55集正式出場。
蘿塞（聲優：葵井歌菜）
伊奧雅娜的侍從。吸血鬼族的位階為第二級的「長老」。對伊歐雅娜絕對忠誠。對身為下級吸血鬼的卡蜜拉相當鄙視。動畫第11話在摔角賽中對峙卡蜜拉，一度被對方壓制，後來因為卡蜜拉露出空隙而趁機反擊對方獲勝。
在漫畫55集正式出場。
瑪麗亞（聲優：結木美咲）
地方貴族的獨生女，個性天真善良，很喜歡汪之。因為父親偶然從埃德加等人手裡以高價買下汪之，暫時成為汪之的飼主並將其命名「凱瑟琳」，後來源藏向其父親說明原委和交涉，使得父親決定用低於原購價的價格歸還汪之，事後源藏表示歡迎瑪麗亞常過來寵物店玩耍。
BIG西鄉（聲優：木村昴）
蒙面野獸狂的經理人。自蒙面野獸狂失蹤後，轉營成為女子摔角手的經理人。原型擬似為GREAT東鄉。
狗頭人丈夫（聲優：安元洋貴）
居住在獸道旁的男性狗頭人，狗頭人妻子的丈夫，有超過20名子女。

## 用語
四大公爵家
侍奉魔王的四個公爵家族，擁有直接晉見魔王的權利，其他人要晉見魔王必須獲得四大公爵家成員的認可。每個家族分別代表四元素。分別為司掌火的法芙妮爾家族、司掌水的海德拉家族、司掌風的芬里爾家族、司掌地的德古拉斯家族。

## 出版書籍
| 卷數 | 角川書店       | 角川書店               | 台灣角川       | 台灣角川               |
| 卷數 | 發售日期       | ISBN                   | 發售日期       | ISBN                   |
| ---- | -------------- | ---------------------- | -------------- | ---------------------- |
| 1    | 2017年4月25日  | ISBN 978-4-04-105543-4 | 2019年6月24日  | ISBN 978-957-743-051-9 |
| 2    | 2017年10月26日 | ISBN 978-4-04-105549-6 | 2019年6月24日  | ISBN 978-957-743-052-6 |
| 3    | 2018年7月24日  | ISBN 978-4-04-107051-2 | 2019年9月16日  | ISBN 978-957-743-239-1 |
| 4    | 2019年1月26日  | ISBN 978-4-04-107904-1 | 2019年10月14日 | ISBN 978-957-743-290-2 |
| 5    | 2019年9月25日  | ISBN 978-4-04-108231-7 | 2020年5月18日  | ISBN 978-957-743-716-7 |
| 6    | 2019年11月26日 | ISBN 978-4-04-108853-1 | 2020年9月16日  | ISBN 978-957-743-979-6 |
| 7    | 2020年6月26日  | ISBN 978-4-04-109634-5 |                |                        |
| 8    | 2021年2月26日  | ISBN 978-4-04-110933-5 |                |                        |
| 9    | 2021年9月25日  | ISBN 978-4-04-111836-8 |                |                        |
| 10   | 2022年5月26日  | ISBN 978-4-04-112477-2 |                |                        |
| 11   | 2022年12月26日 | ISBN 978-4-04-113267-8 |                |                        |
| 12   | 2023年11月25日 | ISBN 978-4-04-113916-5 |                |                        |
| 13   | 2024年7月25日  | ISBN 978-4-04-114945-4 |                |                        |
| 14   | 2024年10月25日 | ISBN 978-4-04-115308-6 |                |                        |

## 電視動畫
自2019年10月起於AT-X等電視頻道、日文標題改為開始播送。每集播送后會在電視頻道以及YouTube頻道上播送由DDT職業摔角所屬的摔角手「超級笹糰子機器」及其同社的摔角手們主演的迷你欄目「本週的萌獸寵物店」。

### 製作人員
- 原作：曉夏目[4]
- 漫畫：、夢唄（日语：夢唄 (漫画家)）[4]
- 導演：三浦和也[4]
- 劇本統籌：待田堂子[4]
- 人物原案：能海知佳[4]
- 美術監修：大西穰
- 美術設定：坂本龍
- 美術監督：榛名恭子
- 色彩設計：相原彩子
- 攝影監督：松向壽
- 編輯：IMAGICA[20]
- 音樂：瀧澤俊輔（日语：滝澤俊輔）[20]
- 音響監督：龜山俊樹[20]
- 音響製作：Glovision（日语：グロービジョン）[20]
- 音樂製作人：植村俊一
- 音樂製作：日本古倫美亞[20]
- 製作人：立崎孝史、德村憲一、椛嶋麻菜美、池內矩史、有水宗治郎、谷口博康
- 動畫製作人：吉岡宏起、安藤圭一
- 動畫製作：ENGI[4]
- 協助：DDT職業摔角（日语：DDTプロレスリング）[20]
- 製作：萌獸寵物店製作委員會[4]（KADOKAWA、飒美、CA-Cygames Anime Fund、AT-X、角川Media House、日本古倫美亞）

### 主題曲
片頭曲
填詞：Mitsu，作曲：内海孝彰，編曲：TAKT，主唱：NoB with 蒙面野獸狂（小西克幸）
片尾曲
填詞、作曲、編曲、主唱：

### 各話列表
| 話數   | 日文標題 | 中文標題            | 劇本       | 分鏡             | 演出       | 作畫監督 | 總作畫監督 |
| ------ | -------- | ------------------- | ---------- | ---------------- | ---------- | --- | ---------- |
| 第1話  |          | 摔跤手×召喚         | 待田堂子   | 三浦和也         | 福元信一   | 栗原學、龜山千夏 槙麻里奈、增井良紀                                                                                       | 能海知佳   |
| 第2話  |          | 任務×魔獸殺手       | 待田堂子   | 福元信一、栗原學 | 福元信一   | 栗原學、龜山千夏 槙麻里奈、增井良紀                                                                                       | 能海知佳   |
| 第3話  |          | 離家出走少女×襲擊者 | 永井真吾   | 佐佐木真哉       | 福元信一   | 石堂伸晴、月面 | 能海知佳   |
| 第4話  |          | 魔獸×打工           | 朱白あおい | 山口美浩         | 山口美浩   | 栗原學、龜山千夏、槙麻里奈、増井良紀                                                                                      | 能海知佳   |
| 第5話  |          | 蒙面野獸狂×MAO      | 待田堂子   | 上原秀明         | 山本辰     | 亀田朋幸、加藤晃、古川博之、米豆動画 戯画プロダクション、UEC                                                              | 能海知佳   |
| 第6話  |          | 廢物×主人           | 待田堂子   | 三浦和也         | 福元信一   | 栗原學、龜山千夏、槙麻里奈、増井良紀                                                                                      | 能海知佳   |
| 第7話  |          | 第一位弟子×麻煩精   | 永井真吾   | 増田敏彥         | 山口美浩   | 手島隼人、德倉榮一、服部憲知 石堂伸晴、島崎望、松下純子 森前和也、監物ケビン雄太                                          | 能海知佳   |
| 第8話  |          | 野獸狂×盛事         | 朱白あおい | 山口美浩         | 山口美浩   | 栗原學、龜山千夏、槙麻里奈 増井良紀、細田萌香、月面                                                                       | 能海知佳   |
| 第9話  |          | 公主×內褲           | 朱白あおい | 佐佐木真哉       | 佐佐木真哉 | 栗原學、龜山千夏、槙麻里奈 増井良紀                                                                                       | 能海知佳   |
| 第10話 |          | 金錢×牽絆           | 永井真吾   | 上原秀明         | 伊藤史夫   | Moon-Hee、Jeong Yong-un Hwang Seong-won、Kang Hyeon-guk                                                                   | 能海知佳   |
| 第11話 |          | 榮耀×忠誠           | 待田堂子   | 増田敏彥         | 佐佐木真哉 | 栗原學、龜山千夏、槙麻里奈 増井良紀、細田萌香、Moon-Hee Jeong Yong-un、Hwang Seong-won                                    | 能海知佳   |
| 第12話 |          | 勇者×魔王           | 待田堂子   | 三浦和也         | 福元信一   | 栗原學、龜山千夏、槙麻里奈、增井良紀 石堂伸晴、手島隼人、森前和也 Moon-Hee、Jeong Yong-un Hwang Seong-won、Kang Hyeon-guk | 能海知佳   |

### 播放電視台
日本深夜動畫：下文記載的日本国内播放時間使用日本標準時間（UTC+9）表示。因為部分時間标识會採用30小时制，因此請留意这类超过24:00的时间，其實際播放時間為翌日清晨。
| 播放日期                             | 播放時間                     | 播放電視台 | 播放地區 | 備註                             |
| ------------------------------------ | ---------------------------- | ---------- | -------- | -------------------------------- |
| 2019年10月2日 -                      | 週三 22:00 - 22:30           | AT-X       | 日本全國 | 參與製作 / CS數字廣播 / 另有重播 |
| 2019年10月3日 -                      | 週四 1:05 - 1:35（週三深夜） | TOKYO MX   | 東京都   |                                  |
|                                      |                              | KBS京都    | 京都府   |                                  |
|                                      | 週四 1:30 - 2:00（週三深夜） | SUN電視台  | 兵库县   |                                  |
|                                      |                              | BS11       | 日本全國 | BS數字廣播 / 「ANIME+」時段      |
|                                      | 週四 2:35 - 3:05（週三深夜） | 愛知電視台 | 愛知縣   |                                  |
| 其中AT-X於同年9月29日先行播送第1話。 |                              |            |          |                                  |

網路播送由AbemaTV自2019年10月2日起每週三23時30分播送。
| 靖天日本台 星期一~五0:30-1:30 節目 | 靖天日本台 星期一~五0:30-1:30 節目        | 靖天日本台 星期一~五0:30-1:30 節目 |
| ---------------------------------- | ----------------------------------------- | ---------------------------------- |
|                                    | 萌獸寵物店 （2020年3月24日-2020年4月9日） |                                    |
| 只有我不存在的城市                 | 非洲的動物上班族                          |                                    |

| 臺灣 霹靂台灣台 星期一至五 23:00 - 24:00 · | 臺灣 霹靂台灣台 星期一至五 23:00 - 24:00 · | 臺灣 霹靂台灣台 星期一至五 23:00 - 24:00 · |
| ------------------------------------------ | ------------------------------------------ | ------------------------------------------ |
|                                            | （2020年8月6日 -8月24日 ）                 |                                            |
| 非洲的動物上班族                           | 白箱                                       |                                            |

### BD / DVD
| 卷數 | 發售日期      | 收錄話數       | 規格產品編號 | 規格產品編號 |
| 卷數 | 發售日期      | 收錄話數       | BD           | DVD          |
| ---- | ------------- | -------------- | ------------ | ------------ |
| 1    | 2020年1月24日 | 第1話 ~ 第4話  | KAXA-7841    | KABA-10801   |
| 2    | 2020年2月26日 | 第5話 ~ 第8話  | KAXA-7842    | KABA-10802   |
| 3    | 2020年3月25日 | 第9話 ~ 第12話 | KAXA-7843    | KABA-10803   |

### 真人版PV
電視動畫開始播送前的前導宣傳、由DDT職業摔角協助製作的PV。於2019年6月30日發佈。
製作人員
- 演出：舟木商策
- 音樂：日本古倫美亞
- 編輯：IMAGICA
- 協助：DDT職業摔角/AbemaTV/椛島麻菜美

演員表
- 蒙面野獸狂：HARASHIMA
- MAO：MAO
- 弘之：
- 主持人：村田晴郎

## 評價
動畫新聞網的幾位編輯對第一集的評價普遍正面，認為故事有趣且主角具特色，但Rebecca Silverman對劇中主角撲倒狼人後摩擦的行為給出負評，因為主角似乎完全將狼人視為動物。

## 外部連結
- 《萌獸寵物店》 （页面存档备份，存于）在《月刊少年Ace》網站上的頁面（日語）
- 電視動畫《萌獸寵物店》官方網站 （页面存档备份，存于）（日語）
- 電視動畫《萌獸寵物店》官方的X（前Twitter）（日語）
- 《萌獸寵物店》在巴哈姆特的頁面（繁體中文）